# Talsperre Allatoona
Die Talsperre Allatoona (englisch Allatoona Dam) ist eine Talsperre mit Wasserkraftwerk im Bartow County, Georgia, USA. Sie staut den Etowah River zu einem Stausee (engl. Lake Allatoona) auf. Die Kleinstadt Cartersville befindet sich ca. 5 km westlich der Talsperre.
Die Talsperre dient neben der Stromerzeugung auch dem Hochwasserschutz und der Trinkwasserversorgung. Erste Pläne zur Errichtung einer Talsperre gehen bis ins Jahr 1910 zurück. Nach weiteren Studien in den 1920er und 1930er Jahren wurde die Talsperre dann vom US-Kongress durch den Flood Control Act of 1941 und den Flood Control Act of 1944 genehmigt. Mit dem Bau der Talsperre wurde am 8. Februar 1946 begonnen. Sie wurde Ende 1949 fertiggestellt. Die Talsperre ist im Besitz des United States Army Corps of Engineers (USACE) und wird auch vom USACE betrieben.

## Absperrbauwerk
Das Absperrbauwerk ist eine Gewichtsstaumauer aus Beton mit einer Höhe von 57,9 m (190 ft) über dem Flussbett. Die Mauerkrone liegt auf einer Höhe von 268 m (880 ft) über dem Meeresspiegel. Die Länge der Staumauer beträgt 381 m (1250 ft).
Die Staumauer verfügt sowohl über eine Hochwasserentlastung mit 11 Segmentwehren als auch über einen Grundablass mit 4 Öffnungen. Über die Hochwasserentlastung können maximal 5210 m³/s (184.000 cft/s) abgeleitet werden, über den Grundablass maximal 458 m³/s (16.200 cft/s).

## Stausee
Beim normalen Stauziel von 256 m (840 ft) über dem Meeresspiegel erstreckt sich der Stausee über eine Fläche von rund 48 km² (11.862 acres) und fasst 453,69 Mio. m³ (367.471 acre-feet) Wasser. Das maximale Stauziel bei Hochwasser beträgt 265,8 m (872 ft). Bei einem Pegel von 262 m (860 ft) erstreckt sich der Stausee über eine Fläche von rund 77,7 km² (19.201 acres) und fasst 826,49 Mio. m³ (670.047 acre-feet) Wasser. Der Stausee hat eine Länge von 45 km (28 miles). Mit dem Einstau wurde am 27. Dezember 1949 begonnen.

## Kraftwerk
Das Kraftwerk befindet sich am Fuß der Talsperre auf der linken Flussseite. Es ging im Januar 1950 in Betrieb. Die installierte Leistung beträgt mit 3 Turbinen insgesamt 82,2 (bzw. 85) MW; 2 Turbinen leisten jeweils 40 MW und die dritte Turbine 2,2 MW. Der Durchfluss liegt bei 92 m³/s (3250 cft/s) für jede der beiden großen Turbinen. In der Schaltanlage wird die Generatorspannung von 13,8 kV mittels Leistungstransformatoren auf 115 kV hochgespannt.

## Sonstiges
Die Gesamtkosten des Projekts werden mit 31,5 Mio. USD angegeben.